# ساتللو
ساتلو یکی از روستاهای آذربایجان شرقی تابع شهرستان تبریز بخش خسروشاه و در۲۵ کیلومتری تبریز واقع شده است. این روستا دارای ۱۶۳۰ نفر جمعیت می‌باشد و با روستاهای تازه کند-قره تپه، آخولا، نوجه ده، مهدینلو، زین الحاجیلو و قزل دیزج همسایه می‌باشد و درمجاورت آن شرکت کشت و صنعت آذرنگین وابسته به بنیاد مستضعفان شرکت آسان گوار پیاذر تولیدکننده محصولات غذایی (واقع در قره تبه) وکشتارگاه صنعتی تبریز احداث شده است مردم این روستا درکنارشغل دامداری و کشاورزی به‌شغل اداری و تجارت نیز مشغول می‌باشند که آب کشاورزی آن از طریق رود آجی چای تأمین می‌شود. عمده محصول تجاری این روستا عبارتند از نهاله‌های دامی، غلات و سمومات کشاورزی که در منطقه به عنوان قطب شناخته می‌شود. ومحصولات زراعی آن عبارتند از گندم جو ذرت و نهاله‌های دامی که اخیراً به دلیل مناسب بودن زمین‌های کشاورزی جهت کشت پسته به سمت باغبانی نیز گرایش پیدا کرده‌اند. این روستا ازطریق راه آسفالت به بخش خسروشهر وازطریق راه شوشه به ایلخچی و شهرستان شبستر متصل می‌شود فاصله این روستا با روستاهای همجوار به‌طور متوسط کمتر از۵کیلومتر می‌باشد ودرصورت مساعدت وهمت مسئولین با اتصال ضلع شمالی جاده آذرنگین به شهرک صنعتی آخولا فاصله این روستا با شهرک صنعتی کمتر از۳کیلومتر وبا شهرجدیدسهند به۱۰کیلومتر خواهد رسید لازم است ذکر شود در صورت مساعدت مسولین دلسوز استانداری، وبخش دارمحترم، دهیاری وسایر عوامل مربوطه با احداث جاده کنار گذر رودخانه تلخه رود (آجی چای) فاصله این روستا با مرکز استان به۱۵کیلومتر خواهد رسید باتوجه به احداث شهرک جدید صنعتی و وجود سایر واحدهای تولیدی و تبدیلی احداث این جاده یکی از موارد لازم جهت توسعه و رونق روستا می‌باشد که نقش مستقیمی در مهاجرت معکوس و ساماندهی جمعیت استان دارد. این روستا به دلیل دارا بودن نیروی انسانی جوان وتحصیل کرده و وجود مراکز دامپروری صنعتی وهمچنین نزدیک بودن به شهرک صنعتی آخولا جهت سرمایه‌گذاری در زمینه فرآورده‌های لبنی و چرم سازی وسایر صنایع تبدیلی کوچک و متوسط مانند کارتن سازی صنایع غذایی و صنایع بسته‌بندی یا سایر بنگاهی خدماتی مانند میکانیکی تولید پوشاک و… مناسب می‌باشد. روستای ساتلو محل پروش شاعران ونویسنده گانی چون مرحوم احمدخانی ملقب به شکیب  می‌باشد مردم این روستا همچون سایر ملت ایران در هشت سال دفاع مقدس برای دفاع از خاک مقدس کشورعزیزمان ایران کوشیدند واین دیار زادگاه شهید والا مقام شهید داوود اسدی می‌باشد.
باتشکر از توجه تان از پژوهشگران عزیز دعوت می‌شود ما را در سامان دهی این مقاله یاری فرمایند از جمله اطلاعاتی در مورد تاریخچه و علت نام گذاری و موارد دیگر که از قلم افتاده.